# 大桐站
大桐站（日语：／ Ōgiri eki */?）是位於福井縣南條郡今庄町（現時：南越前町）新道，日本國有鐵道（國鐵）北陸本線舊線的鐵路車站（廢站）。

## 概要
在北陸本線敦賀至福井之間，當初為單線時代，為了增加運輸量，於杉津至今庄之間的陡斜區間加設大桐信號場（折返式鐵路設計）。但是後來在當地居民請求下升級為車站。

## 歷史
車站是在路堤之上，距離最近的村落1公里。在車站附近的鹿蒜川經常由於河水暴漲使路軌水浸。

### 年表
- 1896年（明治29年）7月15日：官設鐵道北陸線敦賀站至福井站之間開業。
- 1908年（明治41年）
  - 3月1日：開設大桐信號場[1]。
  - 6月1日：在當地居民的請求下升級為車站，名為大桐站。開始客運和小型行李業務[1]。
- 1913年（大正2年）10月1日：開設貨運業務（變為一般車站）[1]。
- 1961年（昭和36年）10月1日：結束貨運業務（變為客運車站）[1]。
- 1962年（昭和37年）
  - 6月9日：隨著敦賀至今庄之間使用新線，當天早上後暫停營業。
  - 6月10日：車站正式廢除[1][2]。

## 車站構造
此站為地面車站，設有2面2線的相對式月台。在兩端設有渡線，形成一座折返式車站樣子。

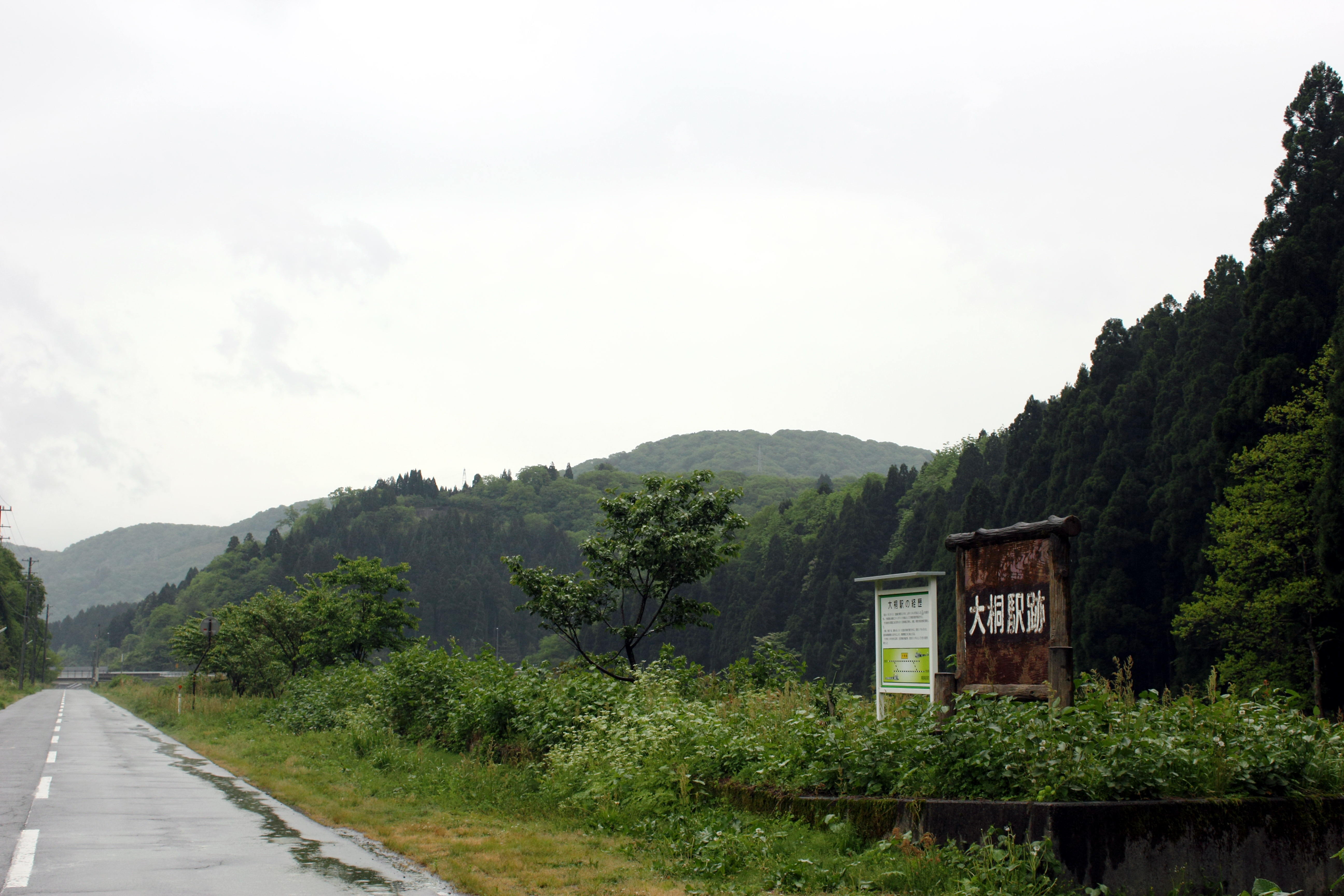
前月台全景（2013年5月）

## 現狀
車站遺址還有一部分的上行月台，在月台上設有木製紀念碑。在2004年（平成16年），紀念碑後方的介紹文字被剝落。隨後於左邊建設了新的紀念碑，介紹文字轉移至新碑上。路軌遺址變成縣道。由於曾經有蒸氣機車通過，為了避免空氣污染和衛生問題，縣道附近的民居出入口是在縣道的反方向。

## 相鄰車站
日本國有鐵道（國鐵）
北陸本線
杉津－（山中信號場）－大桐－今庄

## 注腳
1. 1 2 3 4 5 6 7 8  石野哲 (编).  初版. JTB. 1998-10-01: 146. ISBN 978-4-533-02980-6 （日语）.
2. 1 2 3 4  鈴木文彥（日语：鈴木文彦）. . 鐵道雜誌（日语：鉄道ジャーナル） (鐵道雜誌社（日语：鉄道ジャーナル社）). 1999-2, 33 (2): 38–40 （日语）.
3. ↑  木內信藏（日语：木内信蔵）; 有末武夫（日语：有末武夫） (编). . （写真と図解の学習シリーズ） 6. 山田書院. 1963-11-15: 74  [2024-04-03]. （原始内容存档于2023-08-07） （日语）.

## 相關項目
- 日本鐵路車站列表 O